# Jens Juel (dyplomata)

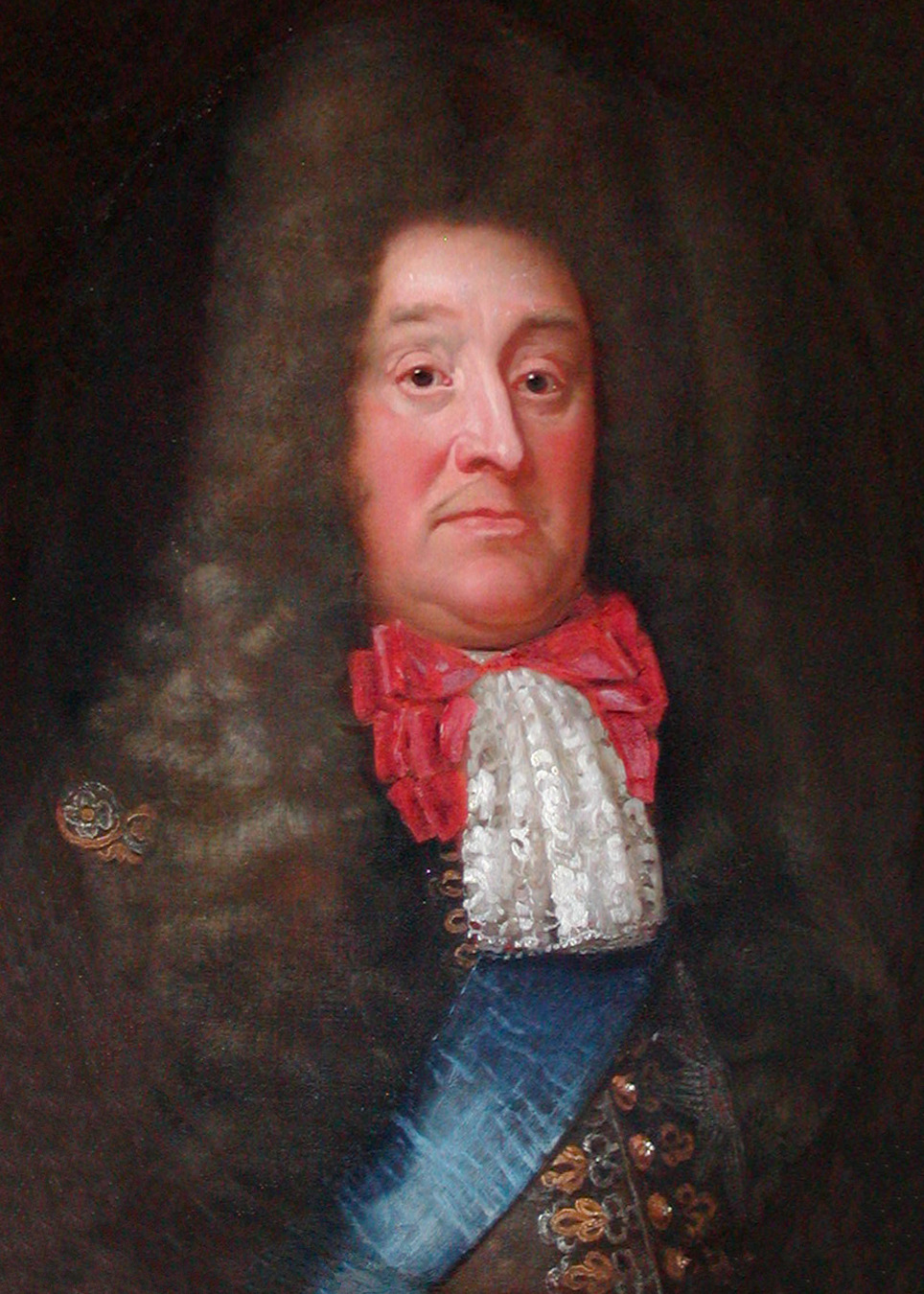
baron Jens Juel (1631-1700)

Jens Juel (ur. 1631, zm. 1700) – duński dyplomata, baron i wpływowy na duńskim dworze królewskim polityk.
W 1657 był ambasadorem w Polsce. W latach 1660–1668 i ponownie w 1674 był ambasadorem Danii w Sztokholmie.
W roku 1667 jako jeden z niewielu szlachciców duńskich poparł wprowadzenie absolutyzmu w Danii, za co król Fryderyk III Oldenburg dał mu tytuł barona.
Jego synem był dyplomata Just Juel (1664-1715).